# (158222) Manicolas
(158222) Manicolas est un astéroïde de la ceinture principale.

## Description
(158222) Manicolas est un astéroïde de la ceinture principale. Il fut découvert le 20 septembre 2001 au Creusot par Jean-Claude Merlin. Il présente une orbite caractérisée par un demi-grand axe de 2,35 UA, une excentricité de 0,15 et une inclinaison de 6,2° par rapport à l'écliptique.

## Compléments